# Santol
Santol è una municipalità di quarta classe delle Filippine, situata nella Provincia di La Union, nella Regione di Ilocos.
Santol è formata da 11 baranggay:
- Corrooy
- Lettac Norte
- Lettac Sur
- Mangaan
- Paagan
- Poblacion
- Puguil
- Ramot
- Sapdaan
- Sasaba
- Tubaday